# European Car Sharing
Der Verein European Car Sharing (ecs) war der Dachverband europäischer Carsharing-Unternehmen. Er wurde 1991 auf dem Brisen, hoch über dem Vierwaldstättersee in der Schweiz gegründet. In einer rustikalen Alphütte versammelten sich die europäischen CarSharing-Pioniere der ersten Stunde aus der Schweiz (Stans, Zürich) und Deutschland (u. a. Aachen, Berlin, Bremen, Freiburg). Teile der Verbandsaktivitäten wurden 2007 in eine UITP-Plattform für neue Mobilitätsdienstleistungen überführt und der ecs selber aufgelöst.
Ziel des Verbandes war die Förderung und Verbreitung des CarSharing in Europa durch Lobbying, Nutzen von Fördermitteln aber auch ganz praktischen Maßnahmen wie die Möglichkeit der Kundschaft, die Angebote aller angeschlossenen Mitglieder zu nutzen. Der ecs arbeitete auch an einer Standardisierung und Verbesserung der Dienstleistung.
Infolge zu weniger Gründungsmitglieder wurde der Verband zunächst als Verein nach Schweizer Recht mit Sitz in Luzern gegründet und ein Jahr später in einen Deutschen Verein umgewandelt. Sein Sitz wechselte später von Bremen über Hamburg und Hannover nach Utrecht.
Einige übergreifende Aufgaben des ecs werden von der CarSharing-Plattform des Internationalen Verbands für öffentliches Verkehrswesen (Union Internationale des Transports Publics – UITP) weitergeführt. Dachverbands-Aufgaben der CarSharing-Anbieter werden inzwischen weitgehend von nationalen Dachverbänden wahrgenommen, zum Beispiel in Großbritannien von „Carclubs“, in Deutschland vom Bundesverband CarSharing e.V. (bcs).